# Il restauratore (serie televisiva)
(Basilio)
Il restauratore è una serie televisiva italiana trasmessa da Rai 1 dal 2012 al 2014.

## Trama
Il poliziotto Basilio Corsi, accecato dalla rabbia per la morte della moglie, incinta del loro figlio, uccide i due criminali responsabili dell'assassinio. Nei successivi quindici anni passati in prigione, l'uomo impara l'arte del restaurare e, una volta scarcerato in libertà vigilata, ottiene un lavoro presso una vecchia bottega di artigianato in una piazzetta del centro storico di Roma. Dopo aver toccato un cavo elettrico non isolato, scopre di aver ricevuto dei poteri soprannaturali grazie ai quali, toccando un oggetto o stringendo la mano di una persona, è in grado di vedere eventi futuri nefasti. La "visione" tuttavia non è mai chiara per cui Basilio, spinto dall'innato desiderio di aiutare gli altri, si adopera per salvare vite ed evitare tragedie, ricorrendo alle tecniche imparate durante il servizio da poliziotto.

## Episodi
| Stagione         | Episodi | Prima TV |
| ---------------- | ------- | -------- |
| Prima stagione   | 12      | 2012     |
| Seconda stagione | 16      | 2014     |

## Personaggi e interpreti
- Basilio Corsi (stagioni 1-2), interpretato da Lando Buzzanca.
Era un poliziotto, ma dopo aver visto uccidere da due uomini in moto la moglie incinta del primo figlio, li insegue e li uccide a sua volta, rimediando una condanna a vent'anni di carcere. Uscito con cinque anni d'anticipo per buona condotta, in libertà vigilata diviene il collaboratore della restauratrice Maddalena. Ha acquisito un dono straordinario: toccando l'oggetto portatogli da restaurare, ha la "visione" anticipata delle circostanze di un imminente pericolo di morte per il suo proprietario o causato da quest'ultimo; decide quindi di fare di tutto per impedire che quanto da lui "visto" accada nella realtà.
- Maddalena Fabbri (stagione 1), interpretata da Martina Colombari.
Titolare di una bottega di restauro, diverrà molto amica di Basilio. Per molto tempo è stata l'amante di un uomo sposato; dopo la fine della loro relazione, scoprirà che egli l'aveva tradita per un'altra donna con la quale aveva pure concepito un figlio. La sua bottega viene in seguito acquistata da Basilio. Nella seconda stagione non compare e non viene fornita alcuna spiegazione sulla sua partenza.
- Arturo Petrucci (stagioni 1-2), interpretato da Paolo Calabresi.
Da anni sposato con Dora, anche lei romana, Arturo ha curato la crescita del figlio Giulio, ora adolescente, per renderlo un romano DOC come lui. Ha una trattoria davanti alla bottega di Maddalena, e stringerà un forte legame di amicizia con Basilio. Cerca sempre di convincere il figlio a lavorare nella trattoria di famiglia e non gli piace l'idea che questi si sia innamorato. Dovrà poi vedersela con la moglie Dora che desidera avere un nuovo bambino nonché con l'onere di custodire lo sconvolgente segreto di Basilio e dei suoi poteri.
- Dora Petrucci (stagioni 1-2), interpretata da Beatrice Fazi.
Madre e lavoratrice modello, gestisce una trattoria insieme al marito Arturo, con il quale ha frequenti contrasti. Sarà quindi tentata da un altro uomo che la corteggia insistentemente, salvo poi comprendere di amare Arturo, da cui desidererà con tutto il cuore avere un altro figlio. Nella seconda stagione rimane incinta e diviene amica di Emma, la nuova inquilina dell'appartamento sopra la bottega di Basilio.
- Giulio Petrucci (stagioni 1), interpretato da Emanuele Ajello.
È il figlio dei coniugi Petrucci, proprietari del bar in cui Basilio si serve ogni mattina. Nella seconda stagione non è presente in quanto è andato a studiare negli Stati Uniti con la fidanzata.
- Sandro Maccari (stagioni 1-2), interpretato da Marco Falaguasta.
Da sempre amico di Basilio, è felicissimo nel vederlo di nuovo in libertà. È commissario di polizia e sarà coadiuvato suo malgrado da Corsi. Entra in seguito in crisi con la moglie, e per questo avrà diversi scontri con Basilio.
- Flavio Mangano (stagioni 1-2), interpretato da Claudio Castrogiovanni.
Anche lui poliziotto, non accetta l'aiuto di Basilio, meritandosene le antipatie. Sua moglie Daniela nell'ultimo episodio della prima stagione verrà uccisa; l'evento funesto lo getterà nella disperazione ed accrescerà il suo astio nei confronti di Basilio. Successivamente, avrà gravi problemi di alcolismo prima di ricevere aiuto proprio da Basilio, di cui diventerà amico.
- Patrizia Vannini (stagione 1), interpretata da Caterina Guzzanti.
Agente di polizia, aiuta saltuariamente Basilio. Nella seconda stagione non compare e non viene fornita alcuna spiegazione sulla sua partenza.
- Ernesto (stagione 1), interpretato da Giacomo Piperno.
Amico di Basilio nonché direttore del carcere dove era rinchiuso. È lui a suggerire a Basilio dove poter lavorare come restauratore. Muore in ospedale per un’insufficienza renale in attesa di un rene.
- Emma Minissale (stagione 2), interpretata da Anna Safroncik.
È una ricca imprenditrice in campo navale. Lascia tutto, compreso il suo compagno Giovanni, alla volta di Piazza della Colonnaccia, dove intende scoprire qualcosa riguardo a Basilio. La donna, infatti, cinque anni prima ha perso misteriosamente il marito Massimo in quello che tutti definiscono un incidente, ma è convinta che in realtà l'uomo sia stato assassinato e che in qualche modo il Restauratore sia coinvolto nel delitto, dato che il marito aveva portato a restaurare un oggetto nella bottega dove lavora Basilio. Quando comprende che Basilio non può essere coinvolto in quanto all'epoca dei fatti si trovava in carcere, si fa aiutare da lui a ritrovare Magrini, il vecchio restauratore che allora lavorava nella bottega ed è scomparso misteriosamente.
- Anna (stagione 2), interpretata da Erica Banchi.
Agente di polizia, interviene come cooperante di Basilio nelle sue indagini, prende sostanzialmente il posto che era di Patrizia Vannini.
- Giovanni Tafuri (stagione 2), interpretato da Giorgio Lupano.
Compagno di Emma, il loro rapporto è abbastanza strano e travagliato. Si scoprirà essere solo un uomo che adesca donne per soldi. Verrà arrestato in seguito alla scoperta di Basilio sulla sua vera identità.

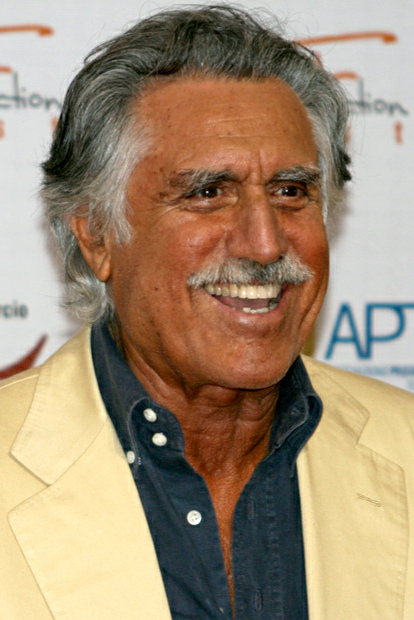
Lando Buzzanca interpreta Basilio
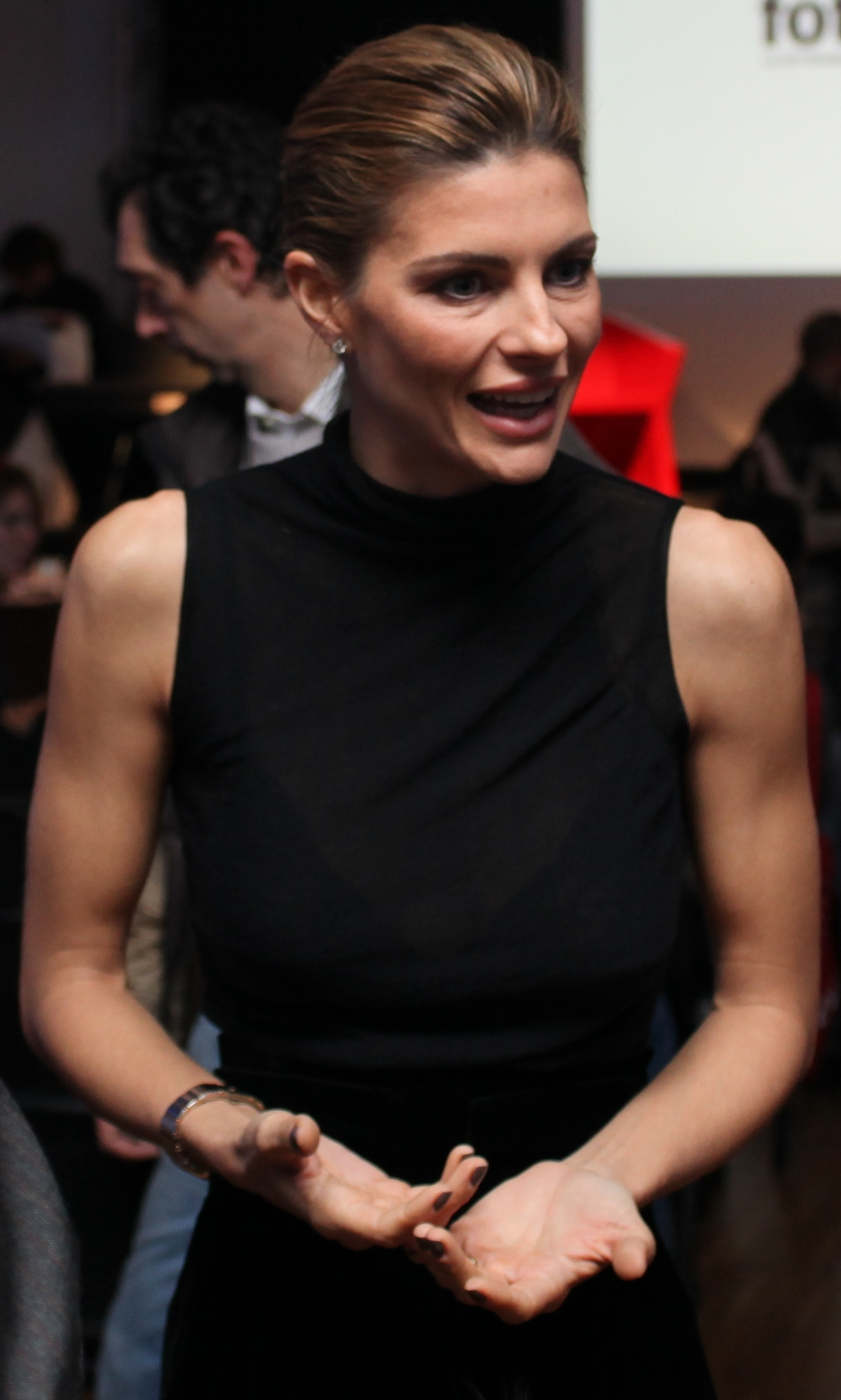
Martina Colombari interpreta Maddalena
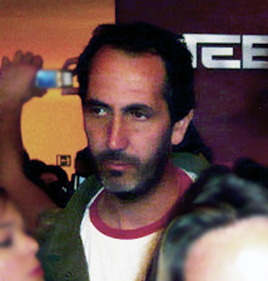
Paolo Calabresi interpreta Arturo
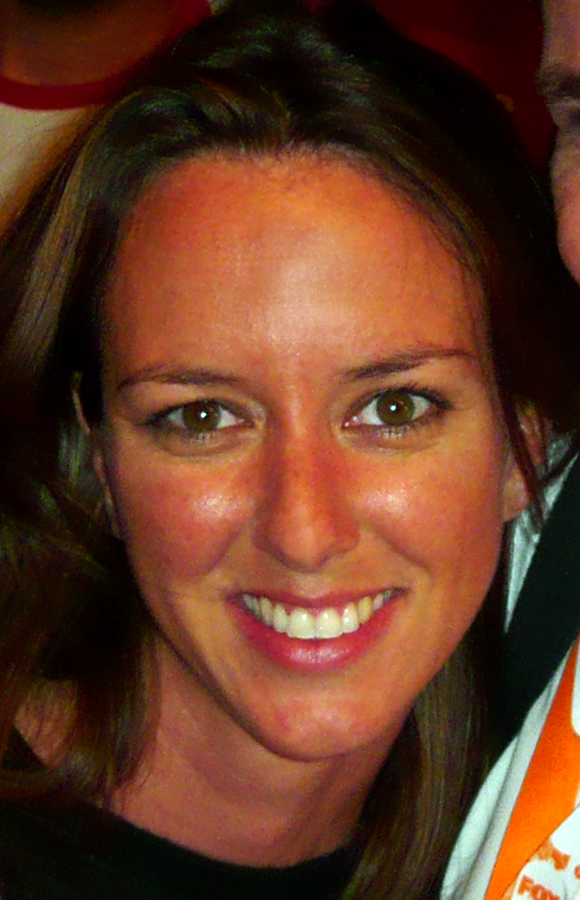
Caterina Guzzanti interpreta Patrizia
Giacomo Piperno interpreta Ernesto
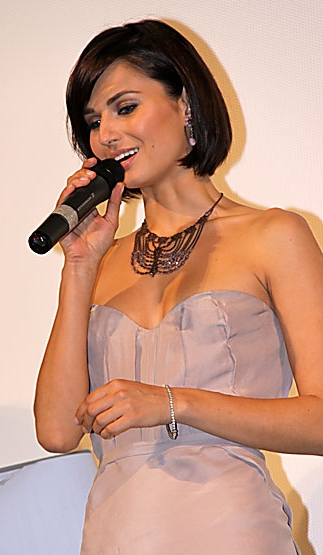
Anna Safroncik interpreta Emma

## Produzione
La serie, coprodotta da Albatross Entertainment e Rai Fiction, è stata girata tra Roma e Belgrado; tra le altre, piazza della Colonnaccia, la piazzetta romana dove si affacciano la bottega di Basilio e la trattoria dei Petrucci, è un luogo interamente fittizio, appositamente ricostruito negli studi cinematografici serbi dove sono stati girati gli interni. Diretta dal regista Giorgio Capitani, le riprese della seconda stagione sono iniziate ai primi di luglio del 2013; nell'occasione è uscita dal cast principale, come protagonista femminile, Martina Colombari, il cui posto è stato preso da Anna Safroncik. La serie non è stata rinnovata per una terza stagione, chiudendo così le sue vicende.
Tra la prima e la seconda stagione vi sono alcune differenze, in particolare Basilio nella prima stagione utilizza per gli spostamenti una vecchia Renault 5 che era sua prima di essere incarcerato e che Sandro Maccari ha provveduto a mantenere in efficienza mentre l'amico era in carcere, mentre nella seconda il restauratore utilizza un furgoncino blu. Anche le ambientazioni, in particolare gli interni del commissariato e della bottega di Basilio, mostrano delle sensibili differenze.